# Persons of National Historic Significance
Als Persons of National Historic Significance bzw. wegen der staatlichen kanadischen Zweisprachigkeit gleichberechtigt auch Personnes d’importance historique nationale (oder verkürzt auch National Historic People bzw. personnages historiques nationaux) können Personen von der kanadischen Regierung ausgezeichnet werden. Ausgezeichnet werden damit „Menschen, die durch ihre Worte oder Taten einen einzigartigen und bleibenden Beitrag zur Geschichte Kanadas geleistet haben.“ Im Juni 2025 listet die entsprechende Datenbank die Einträge für 746 Personen. 
Die Auswahl erfolgt grundsätzlich durch den zuständigen Minister (aktuell den Umweltminister) und auf Vorschlag des ihm unterstellten Historic Sites and Monuments Board of Canada/Commission des lieux et monuments historiques du Canada (HSMBC). Rechtsgrundlage ist der „Historic Sites and Monuments Act“ (R.S.C., 1985, c. H-4). Die Perspektiven und Interpretationen der Gesellschaft zur kanadischen Geschichte haben sich jedoch im Laufe des letzten Jahrhunderts stark verändert und verschiedene auszeichnete Personen werden heute anders beurteilt. Daher wird der Bestand der Ausgezeichneten aktuell überprüft und im Juni 2025 listete die Datenbank 50 Einträge mit dem Zusatz „This designation has been identified for review“. Grundlage einer Überprüfung ist ein von HSMBC erstelltes Dokument und wesentlich dabei die Betrachtung der Beziehung Kanadas zu den indigenen Völkern und dem Engagement der Bundesregierung für die Wahrheitsfindung und Versöhnung. Überwiegend sind die Würdigungen dabei wegen „Colonial assumptions“ (Würdigungen im Zusammenhang mit kolonialen und religiösen Führern und ihren Handlungen sowie mit Siedlungs- und Nationenbildung aus einer allzu europäischen Perspektive) oder wegen „Controversial beliefs and behaviours“ (Würdigungen, insbesondere von Personen, die mit Ansichten, Handlungen und Aktivitäten in Verbindung gebracht werden, die von der heutigen Gesellschaft negativ beurteilt werden) in Überprüfung.
Die ersten Personen, die so geehrt wurden, waren im Januar 1920 Archibald Lampman, ein Lyriker des 19. Jahrhunderts, und Pierre Gaultier de La Vérendrye, ein Pelzhändler und Entdeckungsreisender des 17./18. Jahrhunderts. Bereits bei der nächsten Bekanntgabe im Jahr 1923 wurde mit Madeleine de Verchères, der Tochter eines Siedlers, die erste Frau geehrt. Als erster Angehöriger eines autochthonen Volkes wurde im Jahr 1931 Tecumseh geehrt.
Neben den Personen können in Kanada auch historische Ereignisse (National Historic Event/Événements d’importance historique nationale) sowie Stätten und Orte (National Historic Site of Canada/Lieu Historique du Canada) als von nationaler Bedeutung ausgewiesen werden.

## Liste von Personen von nationaler historischer Bedeutung (Auszug)
| Name                             | Rolle | Aufnahme      | Bemerkung                                                                     |
| -------------------------------- | --- | ------------- | ----------------------------------------------------------------------------- |
| Maude Abbott                     | Ärztin und eine der ersten Frauen, denen in Kanada der Abschluss eines Medizinstudiums gelang                                                                            | 7. Jan. 1994  |                                                                               |
| Emma Albani                      | International renommierte Opernsopranistin | 20. Mai 1937  | Eine der ersten ausgezeichneten Frauen                                        |
| Adams George Archibald           | Einer der Väter der Konföderation | 19. Mai 1938  |                                                                               |
| William Baffin                   | Polarforscher | 19. Okt. 1972 |                                                                               |
| Frederick G. Banting             | Mediziner und Mitentdecker des Insulins. | 16. Mai 1945  |                                                                               |
| Isaac Brock                      | General während des Kriegs von 1812 und „Retter Kanadas“ | 12. Jan. 2010 |                                                                               |
| Harriet Brooks                   | Atomphysikerin | 28. Nov. 2005 |                                                                               |
| George Brown                     | Politiker (einer der Väter der Konföderation), Verleger (The Globe and Mail) und Journalist                                                                              | 31. Mai 1950  |                                                                               |
| Emily Carr                       | Malerin und Schriftstellerin | 31. Mai 1950  |                                                                               |
| Thérèse Casgrain                 | Frauenrechtlerin und Reformerin | 23. Juni 2022 |                                                                               |
| Samuel de Champlain              | Französischer Entdecker und erster Gouverneur der Kolonie Neufrankreich                                                                                                  | 17. Mai 1929  |                                                                               |
| George Copway                    | indianisch-kanadischer Schriftsteller und Aktivist | 31. Juli 2018 |                                                                               |
| James Creighton                  | „Vater“ des organisierten Eishockeys in Kanada | 26. Feb. 2008 |                                                                               |
| Samuel Cunard                    | Geschäftsmann und Reeder (Cunard Line) | 20. Mai 1937  |                                                                               |
| John Diefenbaker                 | Kanadische Premierminister | 15. Jan. 1981 |                                                                               |
| Charles Edenshaw                 | Häuptling der Haida und bedeutender Schnitzkünstler | 27. Mai 1971  |                                                                               |
| Henrietta Edwards                | Frauenrechtlerin, Reformerin und Mitglied der sogenannten The Famous Five                                                                                                | 26. Nov. 1962 | Die Ehrung ist in Überprüfung.                                                |
| John Franklin                    | Polarforscher | 16. Mai 1945  |                                                                               |
| Pierre Gaultier de La Vérendrye  | Pelzhändler und Entdeckungsreisender des 17./18. Jahrhunderts | 30. Jan. 1920 | Eine der zwei zuerst ausgezeichneten Personen                                 |
| Thomas Chandler Haliburton       | Schriftsteller | 28. Mai 1936  |                                                                               |
| Ipiirvik                         | Inuk, der in den 1860er und 1870er Jahren an mehreren Arktisexpeditionen teilnahm                                                                                        | 13. Nov. 1981 | gemeinsam mit seiner Frau Tookoolito ausgezeichnet                            |
| William Lyon Mackenzie King      | Mehrfach Premierminister, unter anderem während des Zweiten Weltkrieges                                                                                                  | 19. Juni 1968 |                                                                               |
| Robert Cavelier de La Salle      | Französischer Entdecker | 28. Mai 1934  |                                                                               |
| Archibald Lampman                | Lyriker des 19. Jahrhunderts | 30. Jan. 1920 | Eine der zwei zuerst ausgezeichneten Personen                                 |
| Olivier Le Jeune                 | Erste dokumentierte Person afrikanischer Abstammung die in Kanada als Sklave verkauft wurde                                                                              | 8. Feb. 2022  |                                                                               |
| John Macdonald                   | Erste Premierminister von Kanada | 29. Mai 1939  |                                                                               |
| John McCrae                      | Mediziner und Autor des Kriegsgedichtes In Flanders Fields | 15. Mai 1946  |                                                                               |
| John Alexander Douglas McCurdy   | Flugpionier und Pilot es ersten kontrollierten Motorfluges in Kanada (mit der AEA Silver Dart)                                                                           | 15. Nov. 1974 |                                                                               |
| Donald McKay                     | Schiffsbauer | 19. Mai 1938  |                                                                               |
| Marshall McLuhan                 | Philosoph, Geisteswissenschaftler und Kommunikationstheoretiker dessen zentrale These „Das Medium ist die Botschaft“ war und der den Begriff „Globales Dorf“ formulierte | 8. Juni 2007  |                                                                               |
| Charles Monck, 4. Viscount Monck | Letzter Gouverneur von Britisch-Nordamerika und erster Generalgouverneur von Kanada                                                                                      | 1. Jan. 1974  |                                                                               |
| Lucy Maud Montgomery             | Schriftstellerin und Autorin des Kinderbuches „Anne of Green Gables“ | 20. Mai 1943  | Bereits ein Jahr nach ihrem Tod ausgezeichnet.                                |
| Howie Morenz                     | Eishockeyspieler | 15. Juni 1976 |                                                                               |
| James Naismith                   | Arzt und Pädagoge sowie Erfinder der Sportart Basketball | 15. Juni 1976 |                                                                               |
| Thomas Peters                    | Vorkämpfer für die Rechte der schwarzen Loyalisten | 23. Juni 2022 |                                                                               |
| Louis Riel                       | Führungspersönlichkeit der Métis, Politiker und Rebell | 29. Mai 1956  |                                                                               |
| Fanny Rosenfeld                  | Leichtathletin und Olympiasiegerin | 15. Juni 1976 |                                                                               |
| Gabrielle Roy                    | Bedeutende Autorin der Nachkriegszeit | 8. Juni 2007  |                                                                               |
| Ernest Rutherford                | Physiker | 29. Mai 1939  |                                                                               |
| Edward Sapir                     | Ethnologe, Linguist und Vertreter des amerikanischen Strukturalismus | 18. Nov. 1983 |                                                                               |
| Margaret Marshall Saunders       | Erste kanadischer Autor, mit einem Bestseller mit über einer Million verkauften Exemplaren                                                                               | 21. Mai 1947  |                                                                               |
| Jeanne Sauvé                     | Erste weibliche Generalgouverneurin von Kanada | 7. Feb. 2025  |                                                                               |
| Laura Secord                     | Kanadische Nationalheldin des Kriegs von 1812 | 1. Nov. 2002  |                                                                               |
| Hans Selye                       | Er gilt als „Vater der Stressforschung“. | 22. Juni 1989 |                                                                               |
| Joey Smallwood                   | Wird für sein Wirken im Zusammenhang mit dem Beitritt Neufundlands zur Kanadischen Konföderation ebenfalls als einer der Väter der Konföderation bezeichnet.             | 22. Sep. 1997 |                                                                               |
| Donald Smith                     | Unternehmer (Hudson’s Bay Company und Canadian Pacific Railway), Bänker (Bank of Montreal) und Politiker                                                                 | 14. Okt. 1971 |                                                                               |
| Stephan G. Stephansson           | Bedeutender isländisch-kanadischer Autor und Lyriker | 15. Mai 1946  |                                                                               |
| Emily Stowe                      | Sie war die erste praktizierende Ärztin in Kanada | 6. Juli 1995  |                                                                               |
| Tecumseh                         | Politischer und militärischer Führer der nordamerikanischen Indianer | 28. Mai 1931  | Erste ausgezeichnete Person der First Nations, die Ehrung ist in Überprüfung. |
| James Teit                       | Ethnograf der Binnen-Salish | 24. Nov. 1994 |                                                                               |
| David Thompson                   | Bedeutender Kartograf und Geograf | 19. Mai 1927  |                                                                               |
| Stanley Thompson                 | Pionier des Golfplatzdesigns | 28. Nov. 2005 |                                                                               |
| Catharine Parr Traill            | Schriftstellerin und Botanikerin | 15. Nov. 1974 |                                                                               |
| Harriet Tubman                   | Fluchthelferin der Underground Railroad | 3. Aug. 2005  |                                                                               |
| Tookoolito                       | Inuk, die in den 1860er und 1870er Jahren an mehreren Arktisexpeditionen teilnahm                                                                                        | 13. Nov. 1981 | gemeinsam mit ihrem Mann Ipiirvik ausgezeichnet                               |
| William Cornelius Van Horne      | Chefingenieur und später Präsident der Canadian Pacific Railway | 7. Juni 1954  |                                                                               |
| George Vancouver                 | Entdeckungsreisender an der kanadischen Westküste | 25. Mai 1933  |                                                                               |
| Madeleine de Verchères           | Siedlertochter | 25. Mai 1923  | Erste ausgezeichnete Frau                                                     |
| Horatio Walker                   | Fotograf und Malerei | 29. Mai 1939  |                                                                               |
| Chanie Wenjack                   | Schülerin einer Residential School, die im Alter von 12 Jahren nach der Flucht aus der Schule verstarb                                                                   | 7. Feb. 2025  |                                                                               |
| John Ware                        | Farbiger Cowboy, der eine erfolgreiche Karriere als Rancher machte | 14. Apr. 2022 |                                                                               |
| Healey Willan                    | Organist und Komponist sowie Musikprofessor und Musikpädagoge | 13. Juni 1984 |                                                                               |
| Alice Wilson                     | Wissenschaftlerin die bedeutende Beiträge zur Paläontologie und Geologie leistete.                                                                                       | 19. Juli 2011 |                                                                               |
| Cairine Wilson                   | Die erste Frau, die in den kanadischen Senat berufen wurde. | 3. Aug. 2005  |                                                                               |
| Florence Wyle                    | Eine der führenden, talentiertesten und produktivsten Bildhauer Kanadas.                                                                                                 | 19. Juli 2011 |                                                                               |